# Mladen Vranković
Mladen Vranković (Rtina, gennaio 1938 – Fiume, 10 febbraio 2021) è stato un allenatore di calcio e calciatore croato, precedentemente jugoslavo, di ruolo difensore e centrocampista.

## Caratteristiche tecniche
Come calciatore era dotato fisicamente, era inoltre abile nel dribbling, dote che sfruttava in attacco.
Da allenatore fu invece molto difensivista.

## Carriera

### Calciatore
Ha iniziato la carriera agonistica nell'Orijent, con cui esordisce nella serie cadetta nella stagione 1957-1958, conclusasi con la retrocessione in terza serie.
Nel 1959 passa al Rijeka, club neo-promosso nella massima serie jugoslava. Con il club del Quarnaro giocò per tre distinti periodi: dal 1º dicembre 1959 al 31 luglio 1963, dal 2 luglio 1967 al 31 luglio 1970 ed infine dal 20 gennaio 1972 al 21 febbraio 1973. Inoltre partecipa ad una edizione della Coppa Piano Karl Rappan, raggiungendo i quarti di finale nell'edizione 1962-1963.
La stagione seguente passa ai Kansas City Spurs, con cui prende parte alla prima stagione della NASL. Con gli Spurs raggiunge le semifinali del campionato, da cui vengono estromessi dai San Diego Toros.
La stagione successiva, sempre con gli Spurs, sopravanzando di un punto gli Atlanta Chiefs, si aggiudica con la sua squadra la vittoria finale. Giocò anche nella decisiva vittoria contro i Baltimore Bays. Nella NASL 1970 Vranković ed i suoi Spurs giungono al secondo posto della Northern Division, dietro ai futuri campioni nazionali Rochester Lancers.

### Allenatore
Ha la prima esperienza nelle giovanili del Rijeka, divenendo anche assistente di Josip Skoblar, e poi alla guida delle prime squadre dello Zara e dell'Orijent.
Dal 1987 al 1989 guida il Rijeka per due stagioni nella massima serie jugoslava, ed inoltre raggiunge la finale della Kup Maršala Tita 1986-1987, perdendola ai rigori contro l'Hajduk Spalato. Nonostante la sconfitta lui e la squadra furono comunque acclamati dai tifosi al ritorno in città.
Lasciato il club del Quarnaro, ha una breve esperienza con i cadetti del Sebenico, per poi tornare nel 1991 al Rijeka.
All'inizio degli anni '90 allena gli australiani del Sydney Croatia.
Nel 1995 torna brevemente ad allenare il Rijeka per due partite nella Prva hrvatska nogometna liga 1994-1995.
Nella stagione 2001-2002 torna alla guida dello Zadar, con cui ottiene il nono posto in campionato.
Ha allenato anche il Lučki Radnik, il Halubjan Viškovo, il Grobničan Čavle ed il Klana.
Nel 2021, alla sua morte, è stato definito dal Rijeka come leggenda della storia del club.

## Palmarès

### Competizioni nazionali
- Campionato NASL: 1

Kansas City Spurs: 1969